# Guido Wünsch
Guido Wünsch (* 30. März 1887 in Hirschberg im Riesengebirge, Provinz Schlesien; † 16. Oktober 1955 in Berlin) war ein deutscher Ingenieur. Er war Fachmann für Regelungstechnik.

## Leben
Nach einem 1905 begonnenen Studium an der Gewerbeakademie Chemnitz arbeitete Guido Wünsch von 1910 (nach anderen Angaben 1909) bis 1914 als Ingenieur bei den Siemens-Schuckertwerken. Von 1914 bis 1915 war er bei der Überlandzentrale Minden-Ravensberg beschäftigt. Von 1915 bis 1917 diente er als Soldat im Ersten Weltkrieg. Ab Juli 1917 war Wünsch für die Bambergwerke, die späteren Askania Werke, tätig. Dort wurde er 1923 Technischer Direktor und 1941 Leiter und Vorstandsmitglied der gesamten Entwicklung. Ab dem Sommersemester 1952 war er zunächst Lehrbeauftragter, später Honorarprofessor für Allgemeine Regelungstechnik an der Technischen Universität Berlin.
Guido Wünsch hat während seines Berufslebens ungefähr 500 Patente angemeldet. Zu seinen bekanntesten Erfindungen zählt der 1923 entwickelte Strahlrohrregler.
Guido Wünsch war Fachmitglied der Schiffbautechnischen Gesellschaft. Er gehörte auch dem Verein Deutscher Ingenieure (VDI) sowie dem Berliner Bezirksverein des VDI an und war Mitglied des VDI-Fachausschusses für Regelungstechnik. Er war Obmann des Arbeitsausschusses Regelungstechnik im Deutschen Normenausschuss. Von 1950 bis 1953 war er Vorsitzender des VDI-VDE-Regelungsausschusses. Er war Aufsichtsratsmitglied der Kreiselgeräte GmbH, des Gerätewerks Pommern und des Feingerätebaus Prag.
Der Verein Deutscher Ingenieure verlieh Guido Wünsch im Jahr 1942 das VDI-Ehrenzeichen.

## Schriften (Auswahl)
- Regler für Druck und Menge. R. Oldenbourg, München 1932.
- Warum Regeln? Askania-Werke A. G., Berlin 1934.
- Messgeräte im Industriebetrieb. Springer, Berlin, Heidelberg 1936 (zusammen mit Hans Rühle).
- Aufgaben der Regelung in der Verfahrenstechnik. VDI-Verlag, Berlin 1937.
- Das Verhalten der selbsttätigen Regler. VDI-Verlag, Berlin 1941.